# Stephanocoenia michelini
Espèce
Stephanocoenia michelini est une espèce de coraux appartenant à la famille des Astrocoeniidae.